# Sami swoi. Początek
Sami swoi. Początek – polski film komediowy z 2024 r. w reżyserii Artura Żmijewskiego, którego scenariusz zrealizowano na podstawie książki Andrzeja Mularczyka Każdy żyje jak umie. Prequel Samych swoich i czwarty film z tej serii.
Akcja rozgrywa się w fikcyjnej wsi Krużewniki na Podolu, inspirowanej losami mieszkańców istniejącej wsi Boryczówka (w II RP w powiecie trembowelskim, woj. tarnopolskiego). Film opowiada o latach młodości głównych bohaterów, od czasów tuż przed wybuchem I wojny światowej do II wojny światowej i pierwszych chwil osiedlenia na obszarach Dolnego Śląska. 

## Obsada
- Adam Bobik jako Kazimierz Pawlak
- Karol Dziuba jako Władysław Kargul
- Paulina Gałązka jako Nechajka Słobodzian
- Weronika Humaj jako Mania Ziębicka
- Zbigniew Zamachowski jako Kacper Pawlak, ojciec Kazimierza
- Katarzyna Krzanowska jako Maryjka Pawlak
- Mirosław Baka jako Ziębicki
- Wojciech Malajkat jako ksiądz
- Anna Dymna jako Pecynicha
- Janusz Chabior jako Wincenty Kargul
- Adam Ferency jako wujko Pecyn
- Agnieszka Suchora jako Ziębicka

## Produkcja
Według producenta – Tomasza Kubskiego, pierwotnie film miał być pierwszą częścią serii, jednak z powodów politycznych produkcja nie została zrealizowana.
Pomysłodawcą scenariusza był Andrzej Mularczyk, autor scenariuszy do poprzednich trzech części serii. Mularczyk oparł scenariusz filmu na swojej powieści pt. Każdy żyje jak umie z 2011 r. Reżyserem został natomiast Artur Żmijewski, któremu tę funkcję zaproponował jeden z producentów – Mikołaj Fajks. Dla Artura Żmijewskiego był to reżyserski debiut na dużym ekranie. W drugoplanowej roli wystąpiła Anna Dymna (jako Pecynicha), która w drugiej i trzeciej części zagrała Anię Pawlak.
Sceny do filmu kręcono m.in. Parku Etnograficznym w Tokarni (Skansenie Muzeum Wsi Kieleckiej), gdzie zaaranżowano wieś Krużewniki. Inne wykorzystane lokalizacje to: Nowa Słupia, Racławice Śląskie i Lublin (Muzeum Wsi Lubelskiej).

## Błędy fabuły
W filmie można zauważyć błędy fabuły dotyczące używanych przez bohaterów pieniędzy. Sekwencja scen, w których mowa jest o kwotach pieniężnych, albo mających wpływ na określenie konkretnego momentu historycznego, przedstawia się następująco:
- 14 minuta 46 sekunda – rozmowa o stanówce w cenie 5 złotych
- 14 minuta 50 sekunda – wymieniono cenę zakupu ogiera: 300 złotych
- 16 minuta 42 sekunda – Pecynicha daje głównemu bohaterowi 5 złotych (za miód) na stanówkę
- ok. 19 minuty – pokazano żołnerzy i wydarzenia wojny polsko-bolszewickiej z 1920 r.
- 22 minuta 16 sekunda – bohaterzy świętują koniec wojny.

Złotówka do obiegu została wprowadzona dopiero w kwietniu 1924 r. (wcześniej posługiwano się marką polską), monety od 1 grosza do 2 złotych pojawiły się w zauważalnej ilości w codziennym obrocie na przełomie 1924/1925, a pierwszymi monetami o nominale 5 złotych ludność mogła płacić od przełomu 1928/1929 r. – przedtem w tym nominale kursowały jedynie banknoty, bilety zdawkowe oraz bilety państwowe.